# Istituto tecnico industriale Aldini Valeriani
L'Istituto tecnico industriale Aldini Valeriani (o "Istituti Aldini Valeriani"), è una scuola superiore di Bologna che ha le sue prime origini storiche nella fine dell'Ottocento.

## Storia

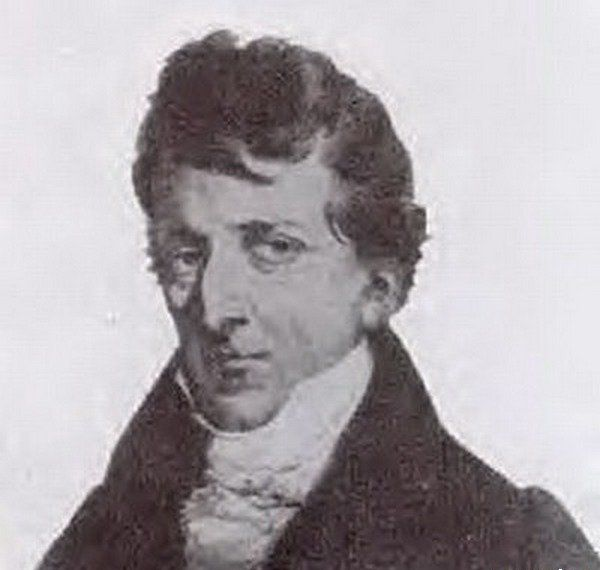
Giovanni Aldini

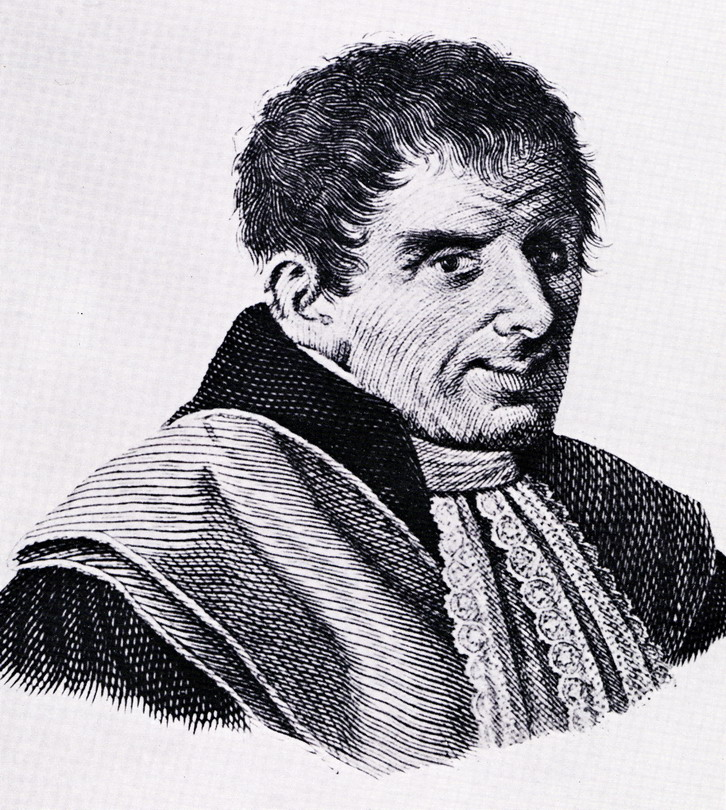
Luigi Valeriani

L'attuale istituto di istruzione superiore è l'erede delle "Scuole tecniche bolognesi", istituite nel 1844 dal comune di Bologna a seguito dei lasciti testamentari di due filantropi: Luigi Valeriani, economista e matematico, donò un cospicuo patrimonio, mentre Giovanni Aldini, fisico, nipote del celebre Luigi Galvani, donò il suo gabinetto scientifico in cambio dell'impegno comunale a fondare una scuola per l'insegnamento delle scienze e delle tecniche.
Le "Scuole tecniche bolognesi" vennero chiuse nel 1869 e le attrezzature andarono a costituire un museo utilizzato anche come centro di consulenza tecnica. Nel 1878 venne fondato un nuovo istituto intitolato ai filantropi Aldini e Valeriani ("istituto Aldini-Valeriani per arti e mestieri"), collocato nei locali dell'ex convento di Santa Lucia, in via Castiglione, al quale vennero affidate le attrezzature delle precedenti "Scuole tecniche". La preparazione tecnica era favorita dal connubio fra lezioni teoriche e lezioni pratiche, grazie all'annessa “scuola-officina”.
L'istituto stabilì uno stretto legame con il tessuto economico cittadino: i tecnici che vi si formavano fornivano manodopera specializzata all'industria bolognese e, in molti casi, si trasformarono in piccoli e medi imprenditori.  L'istituto ebbe dunque un ruolo nella crescita dell'industria cittadina della fine dell'Ottocento, in particolare nei settori della meccatronica e dell'automazione.
Tra gli ex allievi dell'istituto in quest'epoca furono Otello Cattabriga, inventore di una delle prime macchine per la lavorazione del gelato, Natalino Corazza, ideatore di una macchina per il dosaggio e il confezionamento dei dadi da brodo, Massimo Marchesini, fondatore del Marchesini Group, attivo nella progettazione e costruzione di macchine automatiche.
Nel 1936, la riorganizzazione dell'Istituto portò a distinguere tre diverse scuole, fra loro complementari: "scuola di avviamento", "istituto industriale" e "scuola tecnica". Nel 1939 avvenne il riconoscimento legale dell'istituto da parte dello stato italiano con il nome attuale.
Dal 1962, con la riforma scolastica, l'istituto professionale sostituì la scuola tecnica. Nel 1971 la sede fu trasferita in via Bassanelli. Nel 1982 le collezioni di strumenti scientifici sono confluite nel Museo del Patrimonio Industriale di Bologna. Nel 1998, l'aggregazione con un'altra istituzione fortemente radicata nella realtà bolognese, l'istituto "Elisabetta Sirani", fondato nel 1895 dalla "Società operaia" di Bologna, portò alla formazione degli "istituti Aldini Valeriani e Sirani". Nel 2018 l'istituto Sirani viene aggregato all'istituto Crescenzi Pacinotti
Nel corso dell'anno scolastico 2008/2009 si sono portate a termine le trattative per la statalizzazione dell'Istituto, fino ad allora proprietà del Comune.

## Attività
La sede dell'Istituto ospita la "Fondazione Aldini-Valeriani" e l'"Associazione meccanica di Bologna".